# 무령왕비 베개
무령왕비 베개(武寧王妃 頭枕) 혹은 무령왕대부인 베개(武寧王大夫人 頭枕)는 충청남도 공주시 무령왕릉 목관 안에서 발견된 장의용 나무 머리 받침으로 왕비의 머리 받침대이다. 국립공주박물관에 소장, 전시되고 있다. 1974년 7월 9일 대한민국의 국보 제164호로 지정되었다.

## 개요
무령왕릉 목관 안에서 발견된 왕비의 머리를 받치기 위한 장의용 나무 베개로, 위가 넓은 사다리꼴의 나무토막 가운데를 U자형으로 파내어 머리를 받치도록 하였다. 표면에는 붉은색 칠(朱述)을 하고 금박을 붙여 거북등 무늬를 만든 다음, 그 무늬 내부마다 흑색·백색·적색 금선을 사용하여 비천상이나 날개를 펴고 날아가는 봉황, 어룡(魚龍), 연꽃, 덩굴무늬 등을 그려 넣었다.
베개의 양 옆 윗면에는 암수 한 쌍으로 만들어진 목제 봉황머리가 놓여 있는데, 발굴 당시에는 두침 앞에 떨어져 있었던 것을 부착하였다.
왕의 머리 받침은 거의 부식되어 두 토막만이 남아 있어 형체를 알 수 없다.

## 사진

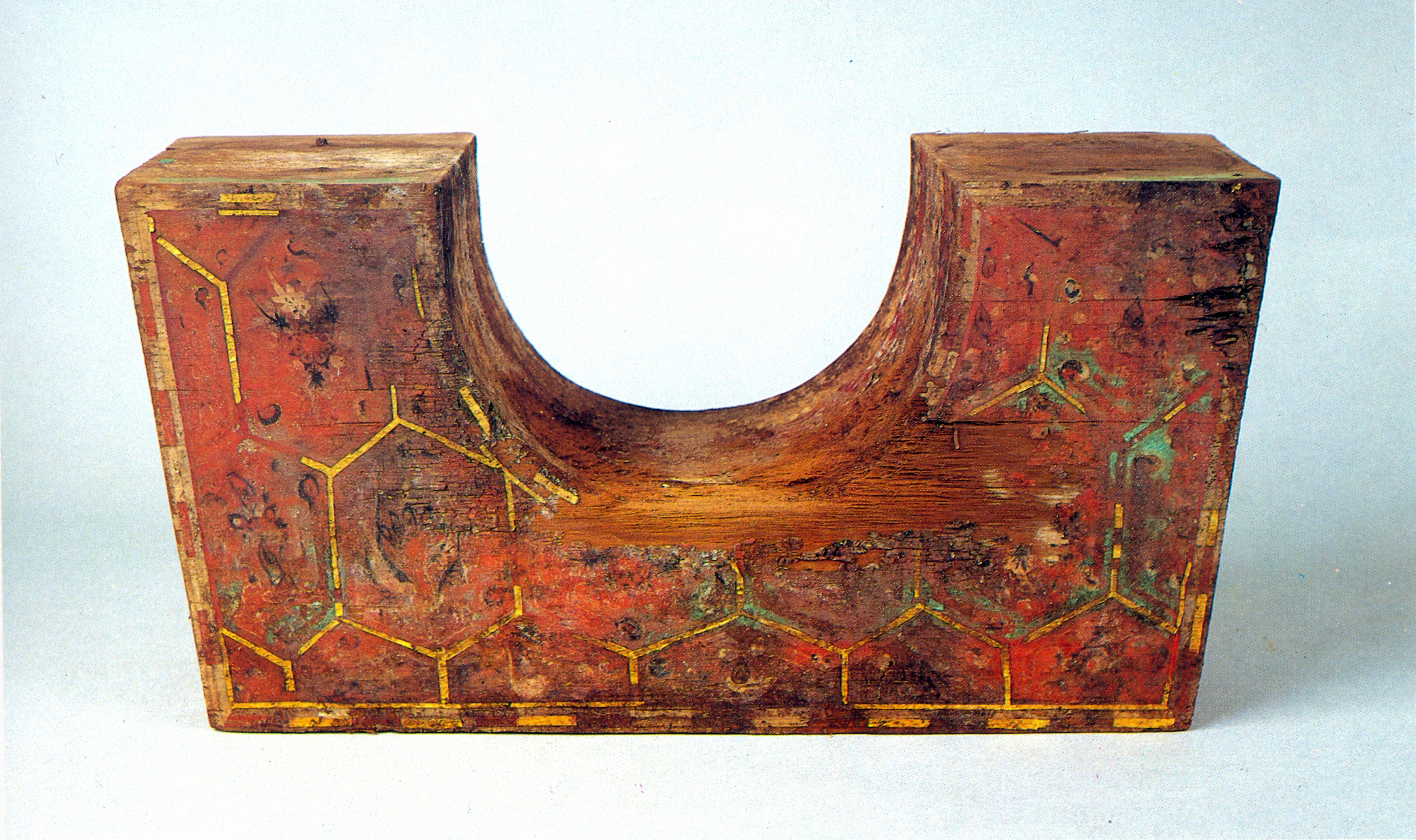
봉황 머리 없앤 모습
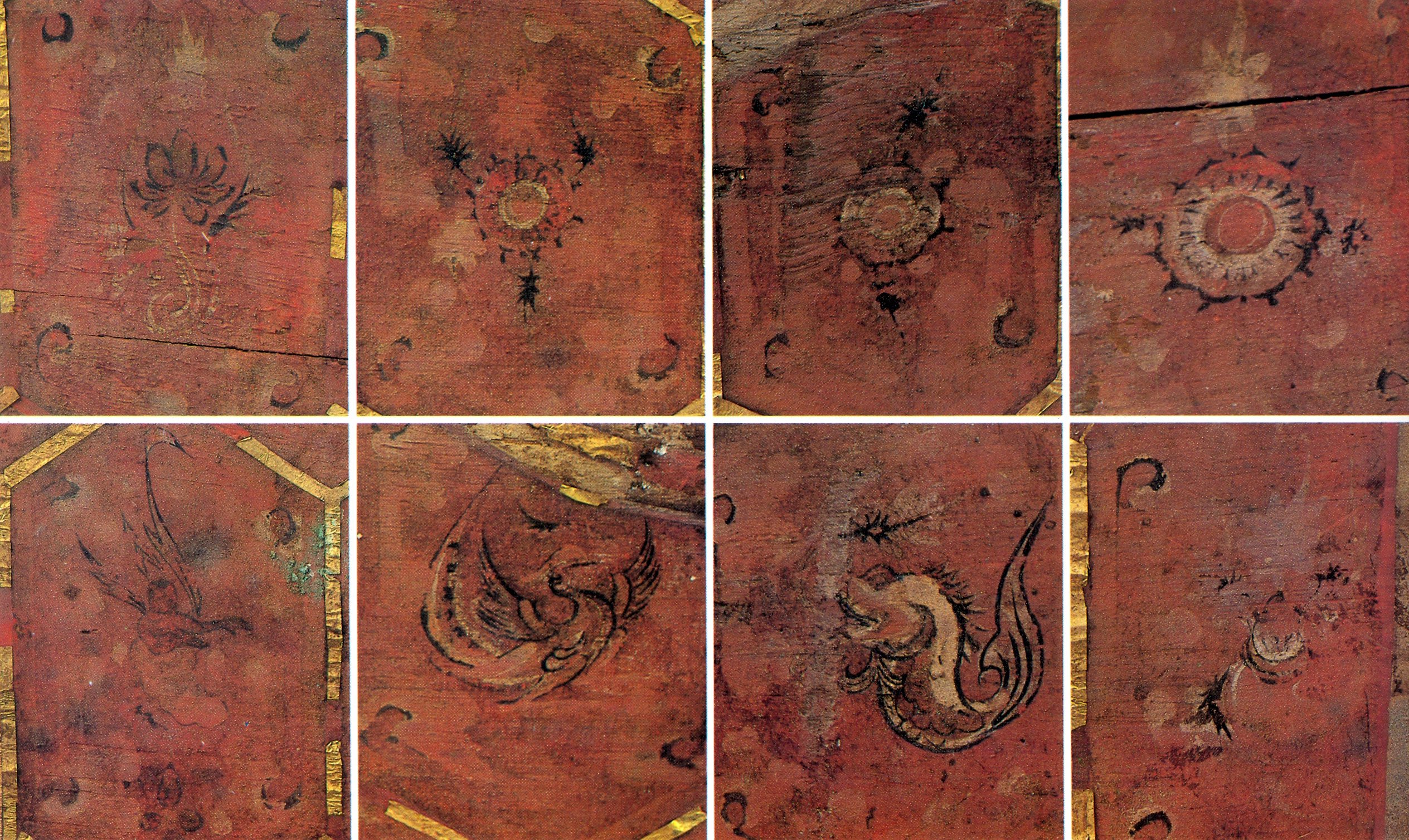
새겨진 무늬를 자세히 본 모습

## 같이 보기
- 무령왕릉
- 대부인

## 참고 자료
- 무령왕비 베개 - 국가유산청 국가유산포털